# (466942) 2016 AR126
(466942) 2016 AR126 es un asteroide perteneciente al cinturón de asteroides, descubierto el 5 de julio de 2005 por el equipo Spacewatch desde el Observatorio Nacional de Kitt Peak (Arizona, Estados Unidos).